# Trametes hirsuta
Trametes hirsuta là một tác nhân gây bệnh cây trồng. Nó được tìm thấy trên thân cây đã chết cây rụng lá, đặc biệt là Beechwood. Nó được tìm thấy tất cả quanh năm và vẫn còn tồn tại do tính chất da của nó.

## Hình ảnh

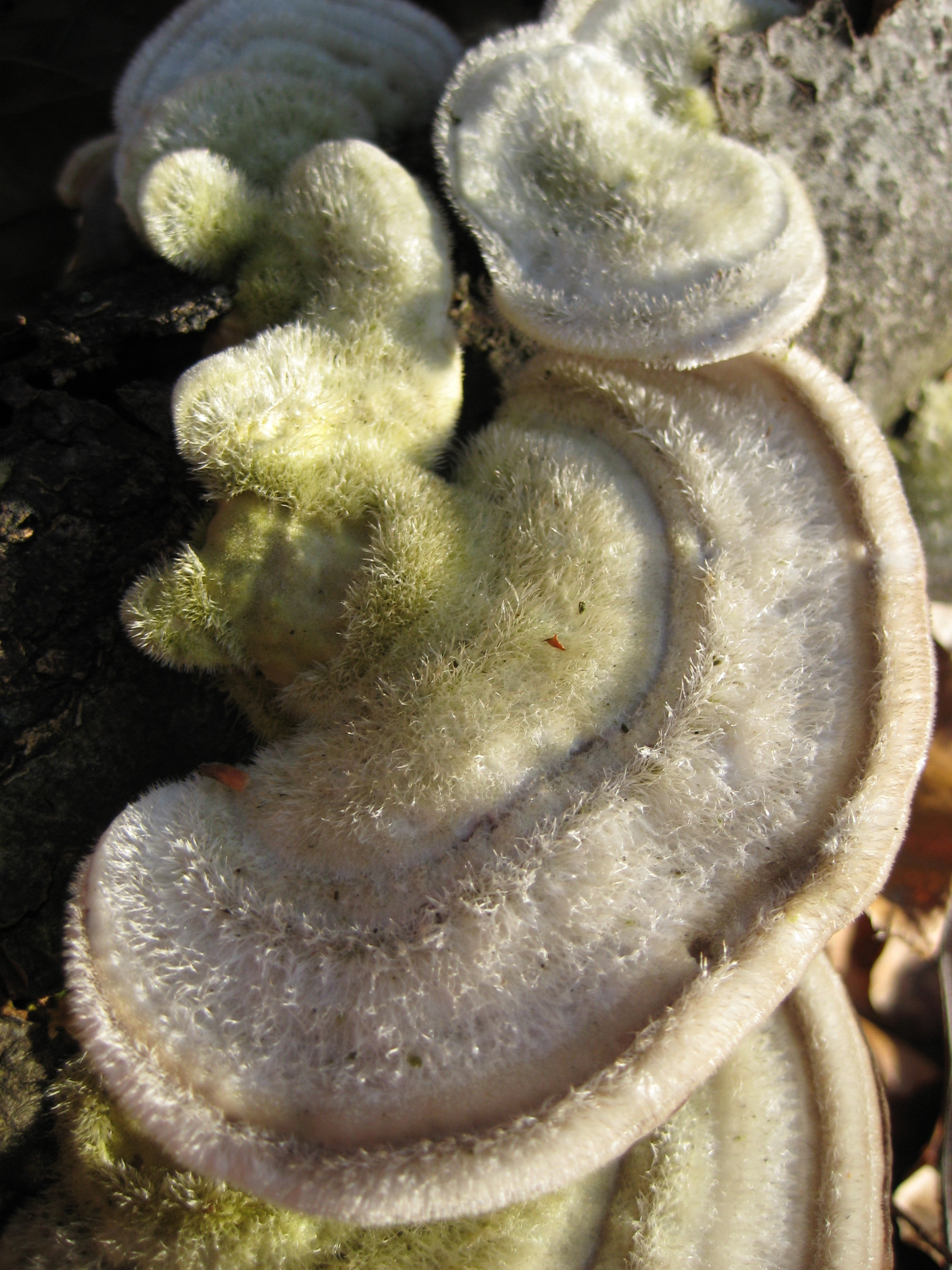
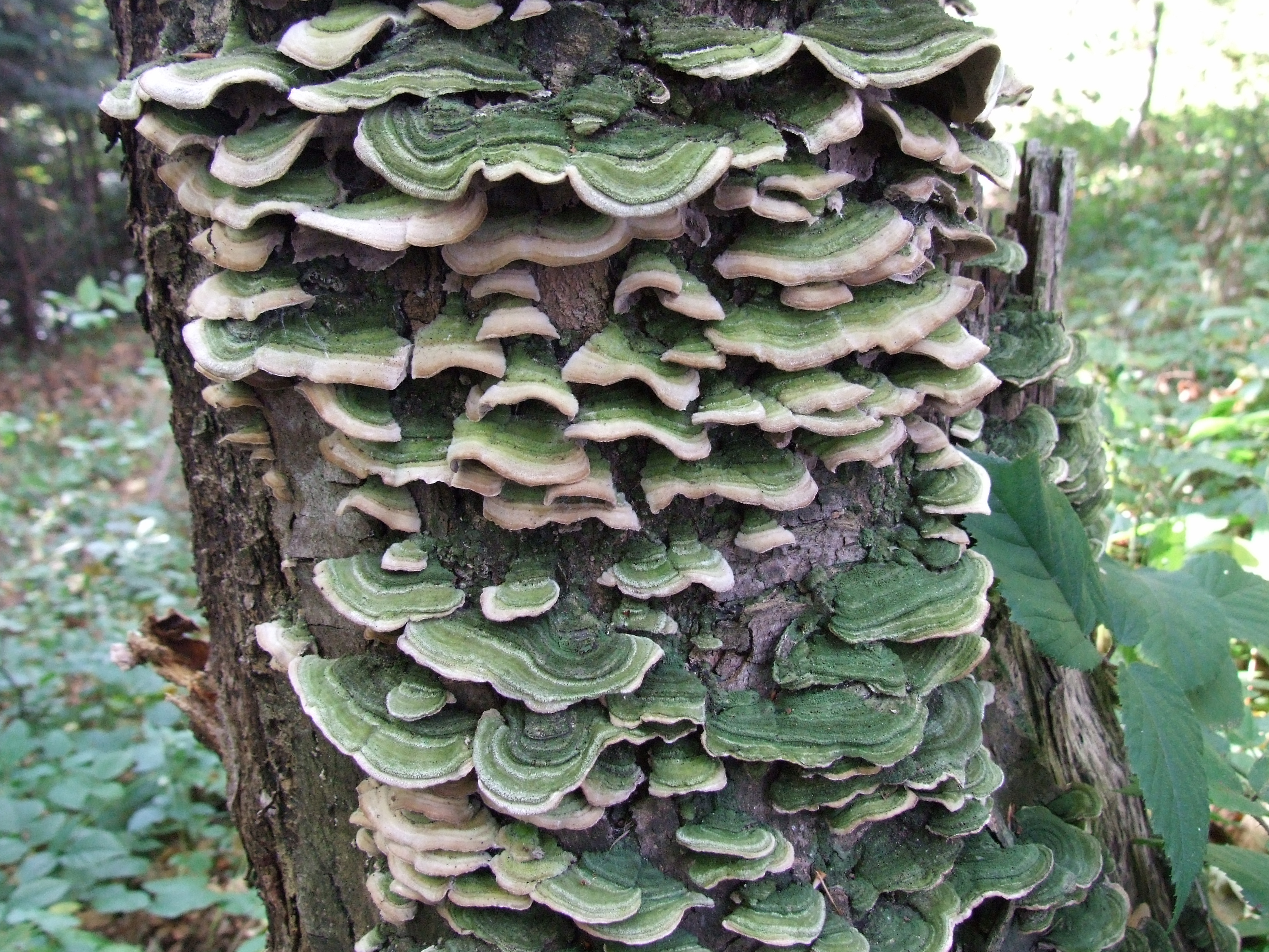
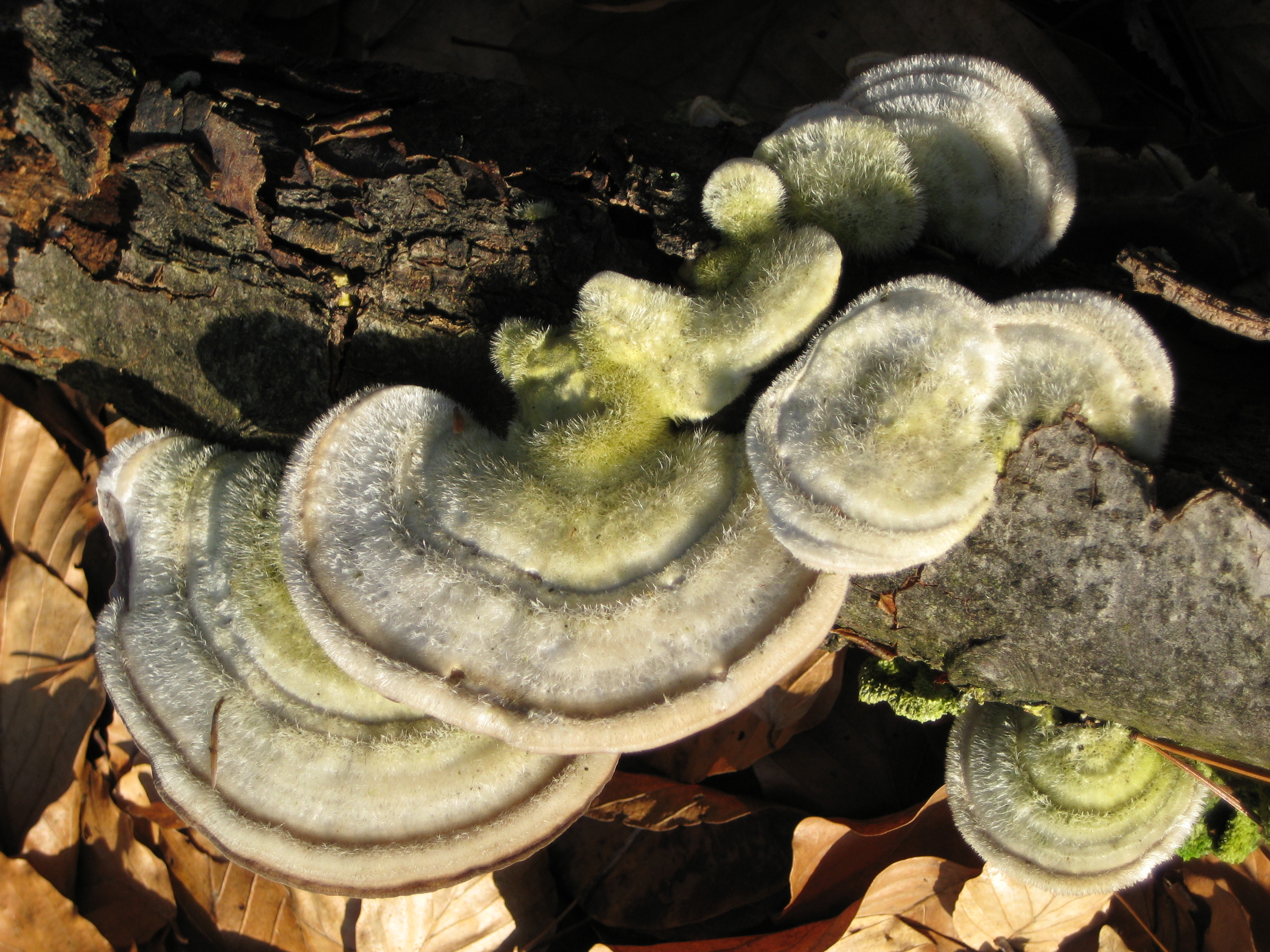
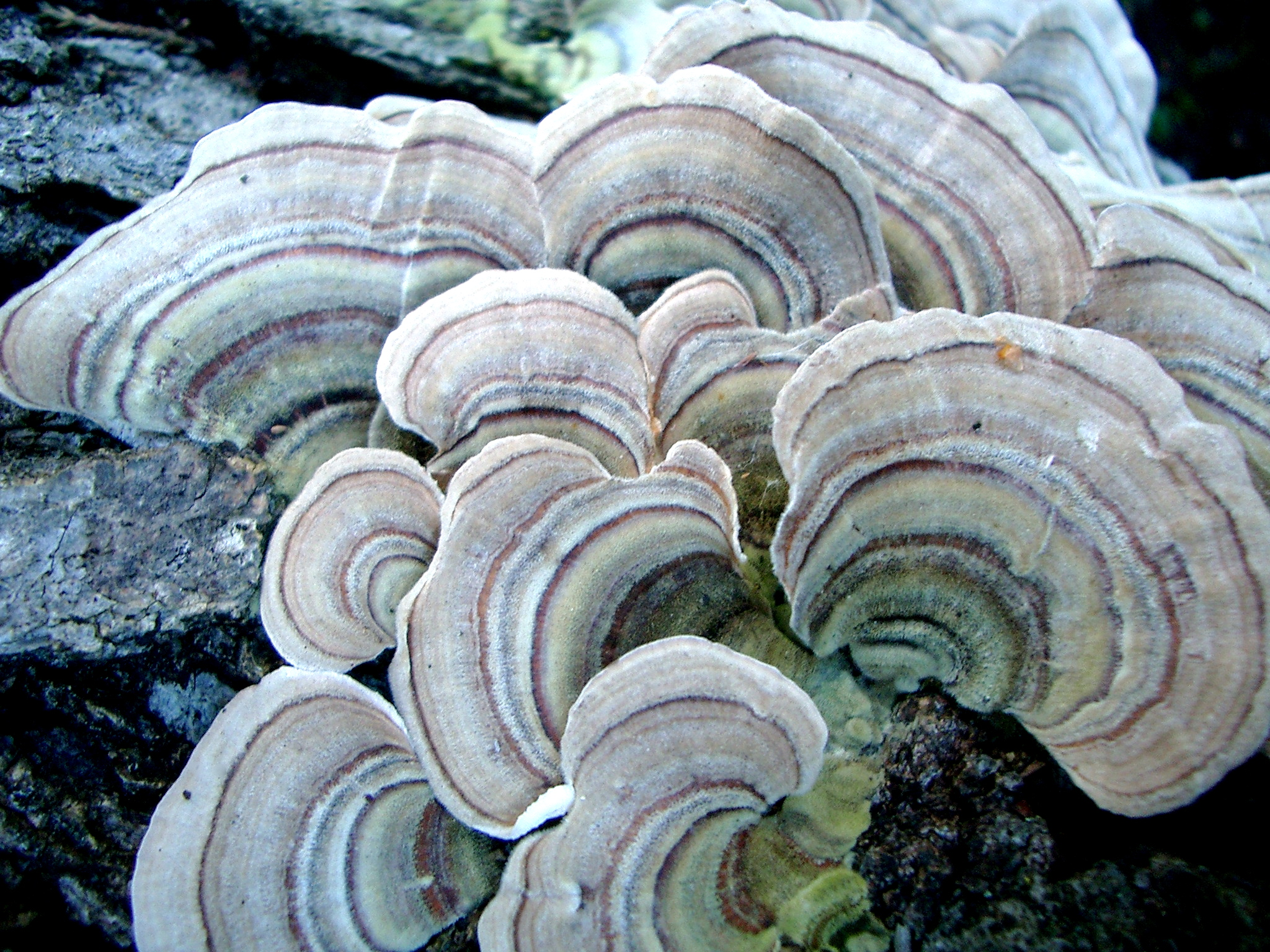